# 深沢駅
深沢駅（ふかさわえき）は、かつて秋田県大館市雪沢字楢ノ木岱にあった小坂製錬小坂線（小坂鉄道）の駅（廃駅）である。

## 歴史
- 1971年（昭和46年）11月10日：開業。
- 1994年（平成6年）10月1日：小坂鉄道の旅客営業廃止に伴い廃止。

## 駅構造
単式ホーム1面1線のみの地上駅で、小坂方に向かって右側にホームがあった。

## 隣の駅
小坂製錬
小坂線
新沢駅 - 深沢駅 - 茂内駅